# Епархия Локосса

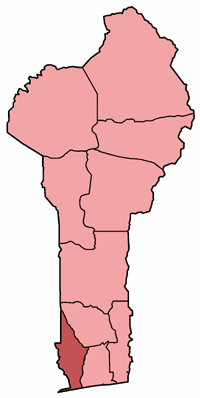
Карта расположения епархии Локосса

Епархия Локосса (лат.  Dioecesis Lokossensis) — епархия Римско-Католической Церкви с центром в городе Локоса, Бенин. Епархия Локосса входит в архиепархию Котону.

## История
11 марта 1968 года Римский папа Павел VI учредил буллой «Ecclesia sancta Dei» епархию Локосса, выделившуюся из архиепархии Котону.

## Ординарии епархии
- епископ Christophe Adimou (11.03.1968 — 28.06.1971)
- епископ Robert Sastre (2.03.1972 — 16.01.2000)
- епископVictor Agbanou (5.07.2000 — по настоящее время)

## Источник
- Annuario Pontificio, Ватикан, 2005
- Булла Ecclesia sancta Dei  (лат.)